# جمعية بوسطن الرياضية
جمعية بوسطن الرياضية هي منظمة غير هادفة للربح، وتنظم الجمعية النشاطات الرياضية لمدينة بوسطن بولاية ماساتشوستس. مثل ماراثون بوسطن ذات الشهرة العالمية.

## وصلات خارجية
- الموقع الرسمي